# Barbus carcharhinoides
Barbus carcharhinoides is een  straalvinnige vissensoort uit de familie van eigenlijke karpers (Cyprinidae). De wetenschappelijke naam van de soort is voor het eerst geldig gepubliceerd in 1991 door Stiassny.
De soort staat op de Rode Lijst van de IUCN als Kritiek, beoordelingsjaar 2006.